# Kim Nam-gil
Kim Nam-gil (김남길?, Gim Nam-gilLR; Seul, 13 marzo 1980) è un attore sudcoreano, maggiormente noto per il ruolo di Bidam nella serie del 2009 Seondeok yeo-wang.

## Carriera
Kim Nam-gil inizia la sua carriera d'attore con un ruolo minore nella serie giovanile del 2003. Quattro anni più tardi, vince le audizioni condotte dal canale MBC, apparendo in seguito in piccoli ruoli nei programmi della rete, come Gotse-ara Geum-soon-a. Durante questo periodo di tempo, lavora sotto lo pseudonimo di Lee Han, che abbandonerà solo nel 2008.
Nel 2006, interpreta un omosessuale nel controverso film indipendente Huhoehaji anh-a: la pellicola viene acclamata dalla critica, ma non riesce a dargli popolarità, e Kim torna alla televisione. Nel 2008, ottiene il primo ruolo da protagonista nel film erotico in costume Mi-indo. Segue, l'anno successivo, la parte di Bidam nel drama storico Seondeok yeo-wang: la serie gode di notevole successo, con un picco di share superiore al 40%, e il suo personaggio, inizialmente secondario, viene apprezzato dal pubblicato e ampliato, enfatizzando la sua storia d'amore con la regina Seondeok (nonostante l'inesattezza storica), venendo di fatto promosso a personaggio principale e facendo da volano per la sua carriera. Dopo l'uscita del film indipendente Pokpungjeon-ya, Kim torna in televisione nel molodramma Nappeun namja con Han Ga-in: tuttavia, durante le riprese riceve la chiamata al servizio militare obbligatorio ed è costretto a lasciare il set anzitempo, il 5 luglio 2010. Le sue scene nella serie vengono pertanto ridotte e si ricorre ad una controfigura. Kim resterà sotto le armi per due anni.
Terminato il servizio militare nel 2012, Kim produce il film-documentario Ensemble e pubblica il libro di memorie Way Back to the Road, raccontando le esperienze degli ultimi due anni. In seguito, è il protagonista della serie Sang-eo e il film storico Haejeok: Badaro gan sanjeok, nei quali lavora con l'attrice Son Ye-jin.
Nel luglio 2013 pubblica il suo singolo di debutto in Giappone. La title track è una cover di "Roman" di Kōji Tamaki; il singolo include anche i due brani registrati da Kim per la colonna sonora di Seondeok yeo-wang, "Can't I Love You" e "Do You Still Love Now".
Nel 2015, appare in due film cinematografici: il thriller Muroehan e lo storico Dorihwaga, nel quale interpreta Heungseon Daewongun.

## Filmografia

### Cinema
- Haryu-insaeng (하류인생), regia di Im Kwon-taek (2004)
- Nae cheongchun-ege goman (내 청춘에게 고함), regia di Kim Yong-nam (2006)
- Huhoehaji anh-a (후회하지 않아), regia di Leesong Hee-il (2006)
- Kang Chul-joong: Gonggong-ui jeok 1-1 (강철중: 공공의 적 1-1), regia di Kang Woo-suk (2008)
- Modern Boy (모던 보이), regia di Jung Ji-woo (2008)
- Mi-indo (미인도), regia di Jeon Yun-su (2008)
- Handphone (핸드폰), regia di Kim Han-min (2009)
- Pokpungjeon-ya (폭풍전야), regia di Cho Chang-ho (2010)
- Haejeok: Badaro gan sanjeok (해적: 바다로 간 산적), regia di Lee Seok-hoon (2014)
- Muroehan (무뢰한), regia di Oh Seung-uk (2015)
- Dorihwaga (도리화가), regia di Lee Jong-pil (2015)
- Pandora, regia di Park Jung-woo (2016)
- Eoneunal (어느날?), regia di Lee Yoon-ki (2017)
- Emergency Declaration - Prendi il tuo posto (비상선언?, Bisang seon-eonLR), regia di Han Jae-rim (2021)

### Televisione
- Nonstop (논스톱) – serial TV (2004)
- Danpatppang (단팥빵) – serie TV (2004)
- Gotse-ara Geum-soon-a (굳세어라 금순아) – serie TV (2005)
- Je5gonghwaguk (제5공화국) – serie TV (2005)
- Nae ireum-eun Kim Sam-soon (내 이름은 김삼순) – serie TV (2005)
- Goodbye Solo (굿바이 솔로) – serie TV (2006)
- Yeon-in (연인) – serie TV (2006)
- Kkotpineun bom-i omyeon (꽃피는 봄이 오면) – serie TV (2007)
- Urireul haengbokhagye haneun myeotgaji jilmun (우리를 행복하게 하는 몇가지 질문) – serie TV (2007)
- Terroir (떼루아) – serie TV (2008)
- Seondeok yeo-wang (선덕여왕) – serie TV (2009)
- Kae-in-ui chwihyang (개인의 취향) – serie TV (2010)
- Nappeun namja (나쁜 남자) – serie TV (2010)
- Sang-eo (상어) – serie TV (2013)
- Yeolhyeolsaje (열혈사제) - serie TV (2019)
- Island (아일랜드?, A-illaendeuLR) – serie TV (2022-2023)
- Song of the Bandits (도적: 칼의 소리) – serie TV (2023)
- Karma (악연?, Ag-yeonLR) – serie TV (2025)
- Trigger (트리거?) – serie TV (2025)

## Discografia
- 2010 – Can't I Love You? (Seondeok yeo-wang OST)
- 2013 – You Don't Know (Ya-wang OST)
- 2013 – Roman

## Videografia
Kim Nam-gil è apparso nei seguenti video musicali:
- 2005 – "Attention" delle Lady
- 2005 – "Start" degli M.Street
- 2005 – "Don't Forget, Don't Forget" di The Red
- 2007 – "Just Ten Days" di J

## Riconoscimenti
| Anno | Premio                                  | Categoria                                      | Opera nominata                        | Risultato       |
| ---- | --------------------------------------- | ---------------------------------------------- | ------------------------------------- | --------------- |
| 2008 | Blue Dragon Film Awards                 | Best New Actor                                 | Kang Chul-joong: Gonggong-ui jeok 1-1 | Candidato/a     |
| 2009 | Grand Bell Awards                       | Best New Actor                                 | Modern Boy                            | Candidato/a     |
| 2009 | Grand Bell Awards                       | Best Supporting Actor                          | Modern Boy                            | Candidato/a     |
| 2009 | Korean Culture and Entertainment Awards | Best New Actor (Film)                          |                                       | Vincitore/trice |
| 2009 | Style Icon Awards                       | New TV Icon                                    |                                       | Vincitore/trice |
| 2009 | MBC Drama Awards                        | Best Couple Award con Lee Yo-won               | Seondeok yeo-wang                     | Vincitore/trice |
| 2009 | MBC Drama Awards                        | Best New Actor                                 | Seondeok yeo-wang                     | Candidato/a     |
| 2009 | MBC Drama Awards                        | Excellence Award, Actor                        | Seondeok yeo-wang                     | Vincitore/trice |
| 2010 | Baeksang Arts Awards                    | Best New Actor (TV)                            | Seondeok yeo-wang                     | Vincitore/trice |
| 2010 | SBS Drama Awards                        | Top Excellence Award, Actor in a Drama Special | Nappeun namja                         | Candidato/a     |
| 2013 | KBS Drama Awards                        | Excellence Award, Actor in a Mid-length Drama  | Sang-eo                               | Candidato/a     |
| 2013 | KBS Drama Awards                        | Top Excellence Award, Actor                    | Sang-eo                               | Candidato/a     |
| 2014 | 8th Asian Film Awards Special Awards    | Asian Rising Star                              |                                       | Vincitore/trice |
| 2015 | Buil Film Awards                        | Best Actor                                     | Muroehan                              | Candidato/a     |